# Frontière fantôme
Une frontière fantôme (en allemand Phantomgrenze), frontière invisible ou frontière relique est une délimitation territoriale à caractère floue en ce qu'elle suit autant que possible le tracé d'une frontière politique abolie, basée souvent sur des différences démographiques et un héritage continu d'une division historique, malgré l'union géopolitique officielle. Toutes les anciennes frontières politiques ne sont pas devenues des frontières fantômes. Les facteurs de conversion d'une frontière politique en frontière fantôme comprennent le court laps de temps écoulé depuis l'effacement de la frontière, son ancienneté, sa longue existence, sa porosité et facilité de franchissement, ainsi que les caractéristiques divergentes de l'entité qui gouvernait autrefois un côté de la frontière.
Les frontières fantômes ont de nombreuses implications différentes : en Ukraine, elles sont associées à des conflits, tandis que dans des pays comme la Roumanie, elles jouent un rôle important dans les relations avec les pays voisins.

## Développement du concept
Si le phénomène des frontières fantômes est ancien, l'articulation du concept est récente, issue de son identification dans le projet Phantomgrenzen (également connu sous le nom de Phantom Borders in East Central Europe Project, un réseau de recherche sur les frontières européennes aujourd'hui disparu soutenu par le ministère fédéral allemand de l'Éducation et de la Recherche), qui définit le phénomène comme « d'anciennes frontières principalement politiques qui structurent le monde d'aujourd'hui (…), des espaces historiques [qui] persistent ou ressurgissent ». Les développements récents dans les études sur les frontières ont conduit à comprendre davantage les frontières sous l'angle de constructions sociales (comme dans les travaux de Vladimir Kolossov). Du point de vue moderne, les frontières fantômes sont des marques du passé et des rappels de conquêtes et d'annexions antérieures. Nail Alkan déclare que cette « enceinte favorise un sentiment de sécurité et les gens préfèrent vivre dans des circonstances familières » là où se trouvaient les anciennes frontières politiques.

## Frontières fantômes notables

### Allemagne
Les frontières de la Prusse et de l'Allemagne de l'Est se reflètent dans le soutien aux partis d'extrême droite ou nationaux-conservateurs après l'unification allemande, notamment le DNVP dans la République de Weimar et l'AfD au XXIe siècle,. L'Allemagne de l'Est n'a notamment pas reçu autant d'immigration, à l'exception des Russes, pendant la guerre froide, de sorte que les Allemands de l'Est, en particulier les Russes-Allemands, post-unification s'y opposent davantage. Combinées à l'ostalgie est-allemande et à la perception par les Allemands de l'Est d'être des citoyens de seconde zone par rapport aux Allemands de l'Ouest, les régions de l'Est de l'Allemagne ont tendance à voter davantage pour des partis de gauche comme Die Linke et le PDS ou des partis anti-immigration de droite comme l'AfD. D'autres conséquences de la division Est-Ouest allemande se manifestent de différentes manières : à l'ouest, les travailleurs gagnent des salaires plus élevés et produisent plus, tandis que le chômage est plus élevé à l'est. La fracture se reflète également dans les préférences personnelles : en termes de préférences automobiles, les Allemands de l'Ouest préfèrent BMW à Škoda, tandis que c'est le contraire à l'Est.

Partition de l'Allemagne, 1945–1990
Religion en Allemagne. Le bleu représente les régions majoritairement protestantes, le vert représente les régions majoritairement catholiques et le rouge représente les régions majoritairement irréligieuses.

### Pologne
Historiquement, la Pologne a été divisée plusieurs fois entre l'Empire allemand / Prusse, l'Empire des Habsbourg et l'Empire russe. Sous contrôle prussien se trouvaient les régions polonaises de Poméranie orientale, de Grande-Pologne et de Haute-Silésie, régions historiquement exposées à l'influence allemande. La Russie contrôlait le centre de la Pologne sous le Royaume du Congrès, y compris la capitale, Varsovie, et l'Autriche contrôlait les régions du sud sous le Royaume de Galicie et de Lodomérie. Les deux régions avaient de grandes populations, principalement dominantes, de Polonais. À la fin de la Seconde Guerre mondiale, les territoires allemands jusqu'à la ligne Oder-Neisse sont cédés à la Pologne en compensation de l'annexion de la Pologne orientale par l'Union soviétique.
Politiquement, cela a conduit à la création de frontières fantômes. Coïncidant avec les régions sous contrôle prussien, l'ouest de la Pologne est connue sous le nom de Polska liberalna, ou « Pologne libérale », en raison de leur choix de voter pour des partis libéraux ou sociaux-démocrates tels que la Plate-forme civique lors des élections. Dans le centre et le sud de la Pologne, la situation est différente : la région est connue sous le nom de Polska solidarna, ou « Pologne solidaire », où les électeurs votent plutôt du côté conservateur, représenté par des partis comme Droit et justice. Cette scission peut s'expliquer par les influences des empires étrangers sur le peuple polonais, telles que celles causées par les programmes de germanisation et de russification et les différentes langues, modèles économiques, traditions politiques et cultures au sein de ces différents empires, qui affectent l'industrialisation et la densité des infrastructures des régions, la réinstallation de la population de la Pologne orientale jusqu'à la ligne Oder-Neisse, et les normes et valeurs sociales.

Changements territoriaux de la Pologne de 1635 à 2009.
Résultats du premier tour de l'élection présidentielle polonaise de 2010.

### Roumanie
Avant l'indépendance de la Roumanie, ses territoires modernes se composaient de la Valachie et de la Moldavie sous l'Empire ottoman, et de la région plus large de la Transylvanie sous l'Autriche des Habsbourg. La Transylvanie, en général, a une plus grande diversité ethnique que d'autres parties de la Roumanie, avec une importante minorité hongroise et une plus petite minorité allemande. Les perceptions des pouvoirs politiques et sociaux sont également différentes, car la Transylvanie était gouvernée par des autorités administratives tandis que les anciennes terres ottomanes étaient sous un régime plus arbitraire avec moins de centralisation des pouvoirs juridiques. La Transylvanie connaît un plus grand nombre de manifestations politiques que le reste du pays à l'exception de la capitale Bucarest.
Autrefois, la Roumanie ottomane luttait pour une indépendance totale, tandis que les Roumains des Habsbourg avaient tendance à opter pour des réformes politiques. La ligne de faille, séparée par les montagnes des Carpates, est parfois considérée comme la ligne séparant l'Église orthodoxe orientale à l'est et l'Église latine à l'ouest. Tout au long des années 1970, Nicolae Ceaușescu a mis en œuvre des politiques d'assimilation des minorités en Transylvanie, même si la fracture culturelle subsistait. Lors des élections en Roumanie dans les années 1990, les résidents de Transylvanie étaient moins favorables aux partis nationalistes et populistes. En 1996, Emil Constantinescu, candidat libéral à la présidence, a gagné dans presque toute la Transylvanie, tandis que Ion Iliescu, président sortant et ancien communiste, a gagné dans presque toutes les régions en dehors de celle-ci.

Étendue de la Transylvanie en Roumanie
Résultats du second tour de l'élection présidentielle roumaine de 1996
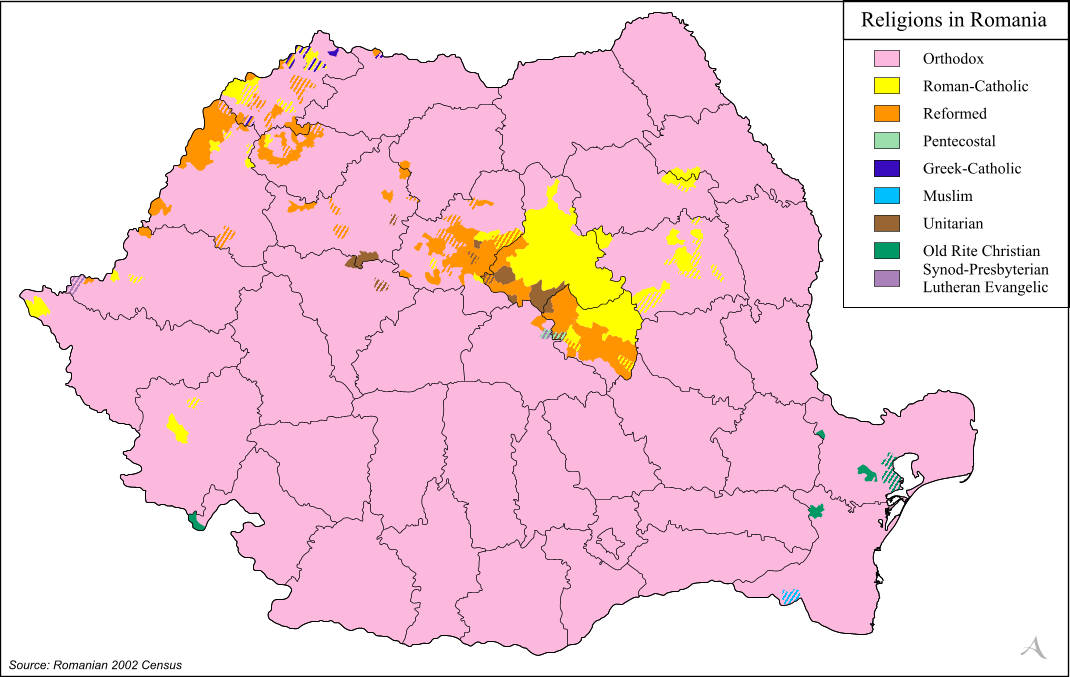
Confessions chrétiennes dominantes en Roumanie

### Ukraine
Au cours des cent-cinquante dernières années seulement, certaines parties de l'Ukraine ont été divisées entre la Russie, l'empire des Habsbourg, la Tchécoslovaquie, la Pologne, la Roumanie, la Hongrie et diverses versions d'un État ukrainien. On a noté un clivage entre les différentes régions de l'Ukraine provenant des frontières politiques de la région : électoralement, il y a un clivage entre l'est-sud et le centre-ouest de l'Ukraine. Un exemple de frontières fantômes serait l'attitude pro-russe de l'Ukraine du Dniepr en raison de ses relations plus longues avec la Russie. Il existe diverses anomalies dans ces frontières fantômes : par exemple le constat que les électeurs des régions de Transcarpatie et de Tchernivtsi, auparavant contrôlées par l'Autriche, semblent voter de la même manière que dans l'est de l'Ukraine.

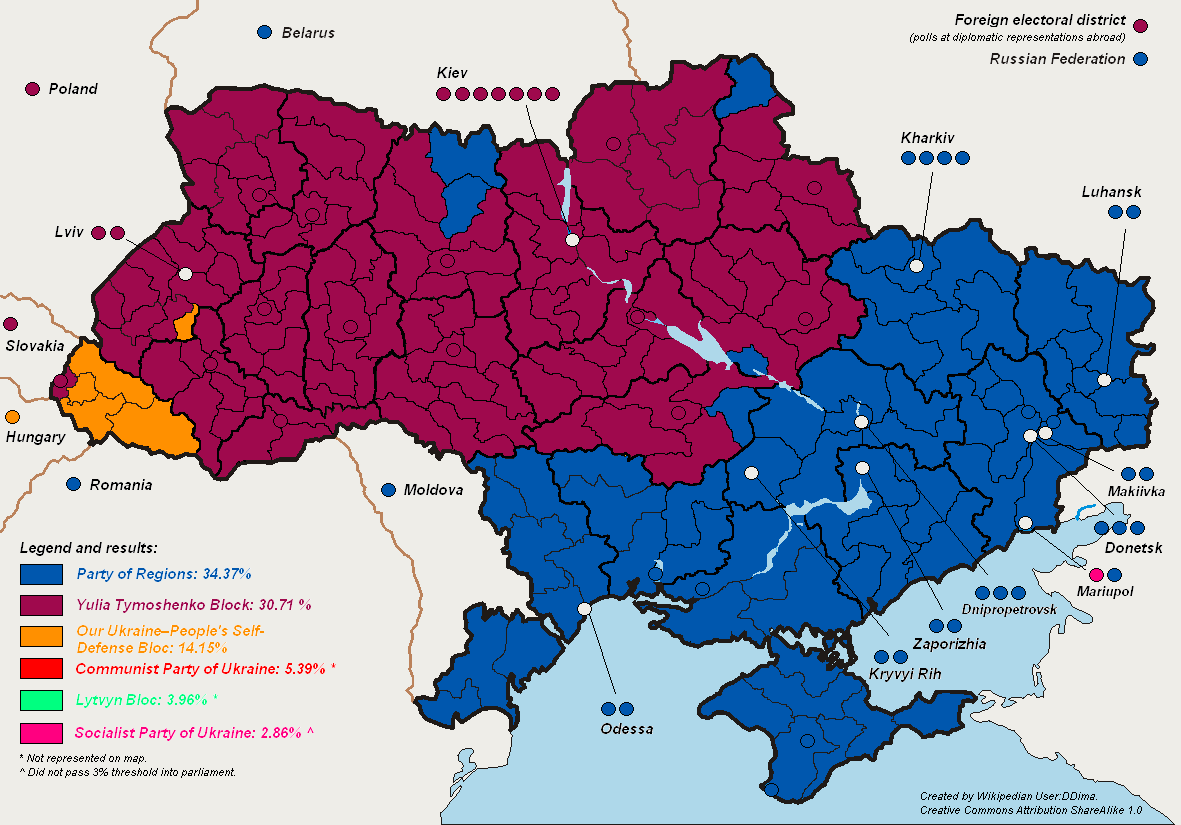
Résultats des élections législatives ukrainiennes de 2007

### Articles liés
- Frontière culturelle
- Frontière linguistique